# جيسون كرام
جيسون كرام (بالإنجليزية: Jason Cram) (مواليد 21 يوليو 1982) هو سبّاح أسترالي، مثّل بلاده في ألعاب الكومنولث 2002.

## روابط خارجية
جيسون كرام على موقع الاتحاد الدولي للسباحة (الإنجليزية)
- جيسون كرام على موقع اتحاد ألعاب الكومنولث (مؤرشف) (الإنجليزية)